# Исаакс, Хорхе
Хорхе Феррер Исаакс (исп. Jorge Ricardo Isaacs Ferrer; 1 апреля 1837, Кали — 17 апреля 1895, Ибаге) — колумбийский политик, военный деятель и писатель. Его единственный роман, María, был признан одним из самых заметных образцов романтизма в испаноязычной литературе.

## Биография
Происходил из семьи британского еврея, приехавшего в Колумбию с Ямайки и перешедшего в христианство, занявшись фермерством. Родился в Кали, учился в Сантьяго-де-Кали, Попаяне и Боготе с 1848 по 1852 год, но в итоге вернулся в Сантьяго-де-Кали, не получив степени бакалавра. В 1854 году участвовал в семимесячном восстании против режима генерала Хосе Мария Мело. В 1856 году женился на 14-летней девушке.
Потерпев неудачу в попытке стать купцом, он в 1859 году начал писать стихи и исторические драмы. Участвовал в Гражданской войне 1860—1861 годов против режима генерала Томаса Сиприано Москеры. В 1861 году принял на себя управление делом отца после смерти последнего, но обнаружил, что тот накопил огромное количество долгов, ввиду чего был вынужден выставить семейные гасиенды на аукцион. После этого Исаакс переехал в Боготу, где продолжил с успехом печатать свои стихотворения в журналах и некоторое время жил только этим. В 1864 году вышел его сборник Poesías; в том же году он получил должность начальника строительства дороги между Кали и Буэнавентурой, однако почти сразу же после этого тяжело заболел малярией, в итоге поправившись. Незадолго до этого он начал писать роман María, который был опубликован в 1867 году и принёс ему большую известность как в Колумбии, так и в других странах Латинской Америки.
Став известным, Исаакс начал карьеру политика и журналиста. Он возглавил газету  La República, стоявшую на позициях умеренного консерватизма, и сам писал для неё статьи; вступил сначала в Консервативную, затем в Радикальную партию. В 1870 году был назначен генеральным консулом в Чили. После возвращения на родину принимал активное участие в политической жизни департамента Валье-дель-Каука, где поселился и который представлял в парламенте страны; в 1876 году вновь воевал в очередной гражданской войне в Колумбии. В 1879 году, когда произошло очередное восстание консерваторов, он провозгласил себя диктатором департамента Антьокия, но был практически сразу же свергнут, после чего его политическая карьера окончилась.
В 1881 году он начал писать поэму-песнь Saulo, которую, однако, не смог закончить до конца жизни. После ухода из политики он серьёзно занимался исследованиями территорий департамента Магдалена, где ему удалось обнаружить месторождения угля и нефти. Последние годы жизни он провёл в городе Ибаге, Толима, где начал писать исторический роман, но не успел закончить его, скончавшись от малярии.